# 히라쿠보촌
히라쿠보촌(平窪村)은 후쿠시마현 이와키군에 속했던 촌이다. 현재 이와키시 중심부의 북쪽, 나쓰이강 좌안에 해당한다.

## 역사
- 1889년 4월 1일 - 정촌제 시행에 의해 8촌이 합병해 이와키군 히라쿠보촌이 성립하였다.
- 1896년 4월 1일 - 소속군이 이와사키군에 변경되었다.
- 1937년 6월 1일 - 다이라정과 합병해 다이라시가 성립하여, 동일 히라쿠보촌이 폐지되었다.
- 1966년 10월 1일 - 다이라시, 이와키시, 나코소시, 오가와정, 도노정, 히사노하마촌, 요쓰쿠라정, 오히사촌, 가와마에촌, 다비토촌, 미와촌, 요시마촌과 합병해 이와키시가 성립하였다

## 교통

### 도로
현재는 조반자동차도로가 구 촌의 북서쪽 끝을 가로지르고 있지만, 당시에는 미개통 상태였다

## 참고문헌
- 角川日本地名大辞典 7 福島県